# Ned Ludd

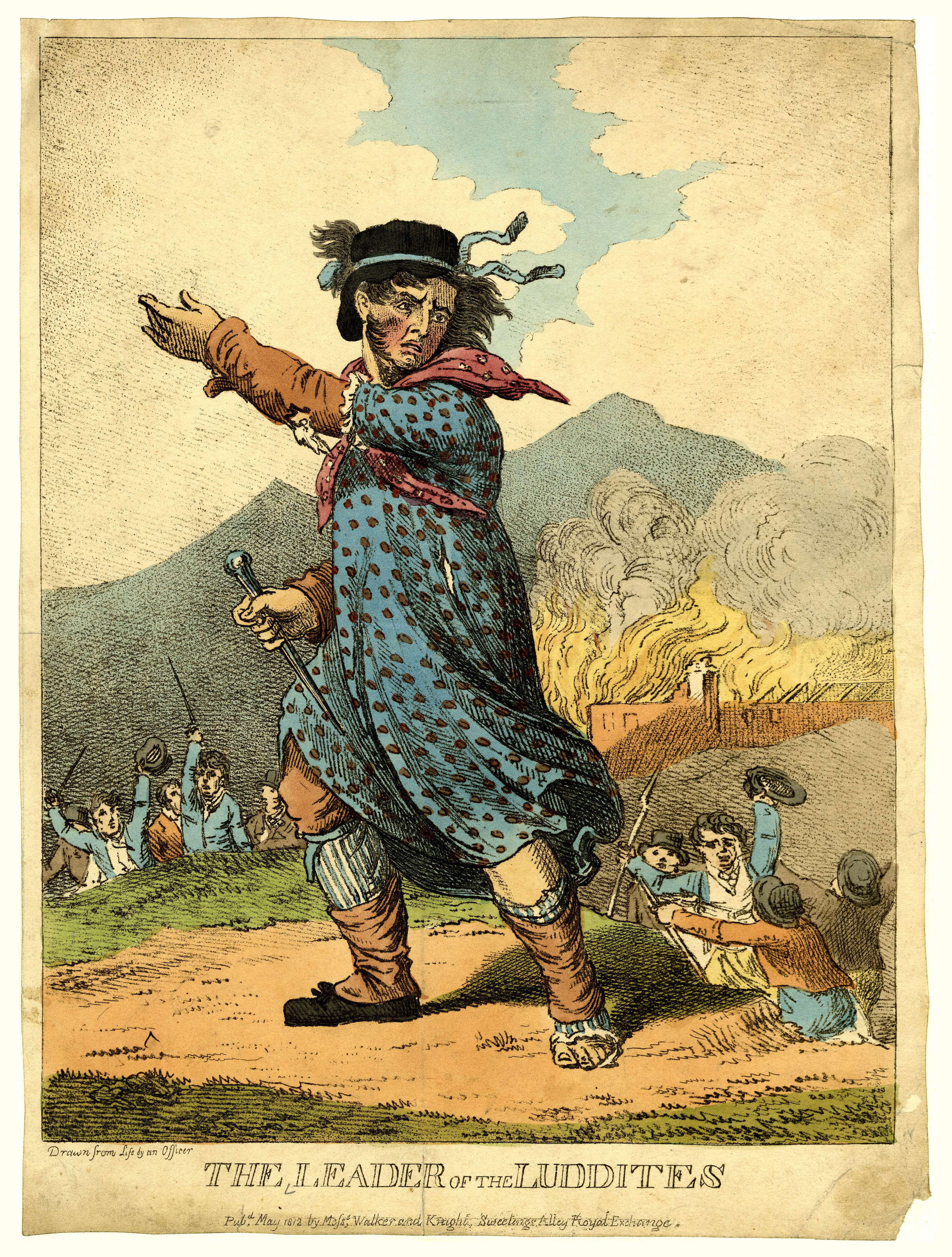
El líder de los luditas, grabado de 1813.

Se da el nombre de Ned Ludd a un trabajador británico del condado de Leicestershire, cuya vida se sitúa en torno al siglo XVIII o XIX, legendaria y dudosa; pudo ser un pseudónimo para protegerse de las posibles represalias. Se cuenta que hacia 1811 incendió varias máquinas textiles a modo de respuesta a las represiones que el proletariado estaba sufriendo. Su acción constituiría la base del movimiento ludita, de oposición al maquinismo y a toda forma de tecnología en la revolución industrial y en el mundo moderno. Cumple un papel muy importante en la Revolución Industrial.
Ned Ludd o Ned Lud (posiblemente nació Ned Ludlam) es la persona de quien el ludismo tomó su nombre. Sus acciones fueron la inspiración para el personaje folclórico de "Capitán Ludd" (también conocido como el Rey o General) que se convirtió en el imaginado líder y fundador del ludismo. Las cartas amenazantes llevaban nombres como "Mr. Pistol, Lady Ludd, Peter Plush (felpa), General Justice, No King, King Ludd y Joe Firebrand (el incendiario)"
Aunque no se ha encontrado prueba real de su existencia, se cree que era originario de la aldea de Anstey, en las afueras de Leicester.
El incidente que inspiró su transformación de hombre común en el siglo XVIII a héroe del proletariado en el XIX, ocurrió cuando rompió dos tejedoras mecánicas en un arranque de furia. Se ha situado este incidente en el año 1779, lejos del tiempo del ludismo en los años 1810.